# 2005–2006-os magyar női labdarúgó-bajnokság (első osztály)
A 2005–2006-os magyar nemzeti női labdarúgó-bajnokság első osztálya  hét csapat részvételével 2005. augusztus 13-án  rajtolt. A címvédő az MTK Hungária FC csapata volt. A bajnokságot az 1. FC Femina nyerte.

## A bajnokság csapatai
A 2005–2006-os magyar nemzeti labdarúgó-bajnokság első osztályát hét csapat részvételével rendezték meg, melyből három fővárosi, négy vidéki egyesület volt.

## Végeredmény
| #  | Csapat               | M  | GY | D | V  | G+ – G– | GK   | P  | Megjegyzések                          |
| -- | -------------------- | -- | -- | - | -- | ------- | ---- | -- | ------------------------------------- |
| 1. | 1. FC Femina         | 24 | 19 | 3 | 2  | 133–17  | +116 | 60 | 2006–2007-es UEFA női bajnokok ligája |
| 2. | MTK Hungária FCCV    | 24 | 18 | 3 | 3  | 101–17  | +84  | 57 |                                       |
| 3. | WHC-Viktória FC      | 24 | 16 | 4 | 4  | 84–22   | +62  | 52 |                                       |
| 4. | Győri ETOÚ           | 24 | 10 | 3 | 11 | 48–49   | −1   | 33 |                                       |
| 5. | Íris-Hungaro-InárcsÚ | 24 | 7  | 1 | 16 | 39–91   | −52  | 22 |                                       |
| 6. | Debreceni VSC        | 24 | 6  | 0 | 18 | 23–80   | −57  | 18 |                                       |
| 7. | Angyalföldi SIÚ      | 24 | 0  | 2 | 22 | 10–162  | −152 | 2  | NB II                                 |

Utolsó frissítés: 2006. június 17. 
Forrás: MLSZ adatbank 
A rangsorolás alapszabályai: 1. összpontszám, 2. győzelmek száma, 3. egymás elleni eredmények összpontszáma,  4. egymás elleni eredmények gólkülönbsége, 5. egymás elleni eredmények szerzett góljainak száma 6. gólkülönbség, 7. szerzett gólok száma.
(B): Bajnokcsapat, (K): Kieső csapat, (F): Feljutó csapat, (I): Kupainduló, (R): A rájátszás győztese, (KGY): Kupagyőztes

## A góllövőlista élmezőnye
| Gól                                                                          | Név         | Csapat       |
| ---------------------------------------------------------------------------- | ----------- | ------------ |
| 34                                                                           | Pádár Anita | 1. FC Femina |
| Forrás: Futballévköny 2006, Aréna 2000 Kiadó, Budapest, 2006, ISSN 1585-2172 |             |              |